# 張員瑛
張員瑛（： Jang Won Young，2004年8月31日—），韓國偶像明星、KPOP女歌手和韓國STARSHIP娛樂女子組合IVE的成員，和隊長安俞真共同是兩大支柱，隊內擔任门面及Vocal。曾為限定女子團體IZ*ONE成員之一，隊內擔任中心、副唱、副Rapper。

## 早期
張員瑛於2004年8月31日出生於首爾。
求學時，張員瑛在參加姐姐的畢業典禮時被星探發掘，隨後加入STARSHIP娛樂成為練習生。她回憶道，當初招募她的星探姐姐其實也是個新人。然而，在她進公司僅僅3天後，這位星探就已離職。張員瑛原本想感謝對方的發掘，卻發現再也無法聯繫到她，也從未在演藝圈再見過這位星探。她認為，這段充滿巧合的經歷就像命運的安排，讓她更加珍惜自己的出道機會。
張員瑛有一位相差3歲的姐姐张多皒（장다아），本名張真瑛，2023年4月，與IVE所屬公司STARSHIP娛樂旗下的演員經紀公司King Kong by STARSHIP娛樂簽訂專屬合約。
IZ*ONE出道後，團體所屬的經紀公司Off The Record娛樂於2019年4月宣布，張員瑛計劃通過自學方式完成教育。因此從龍崗中學退學，並參加了資格考試，在韓語、英語和數學科目上獲得了滿分。

## 經歷

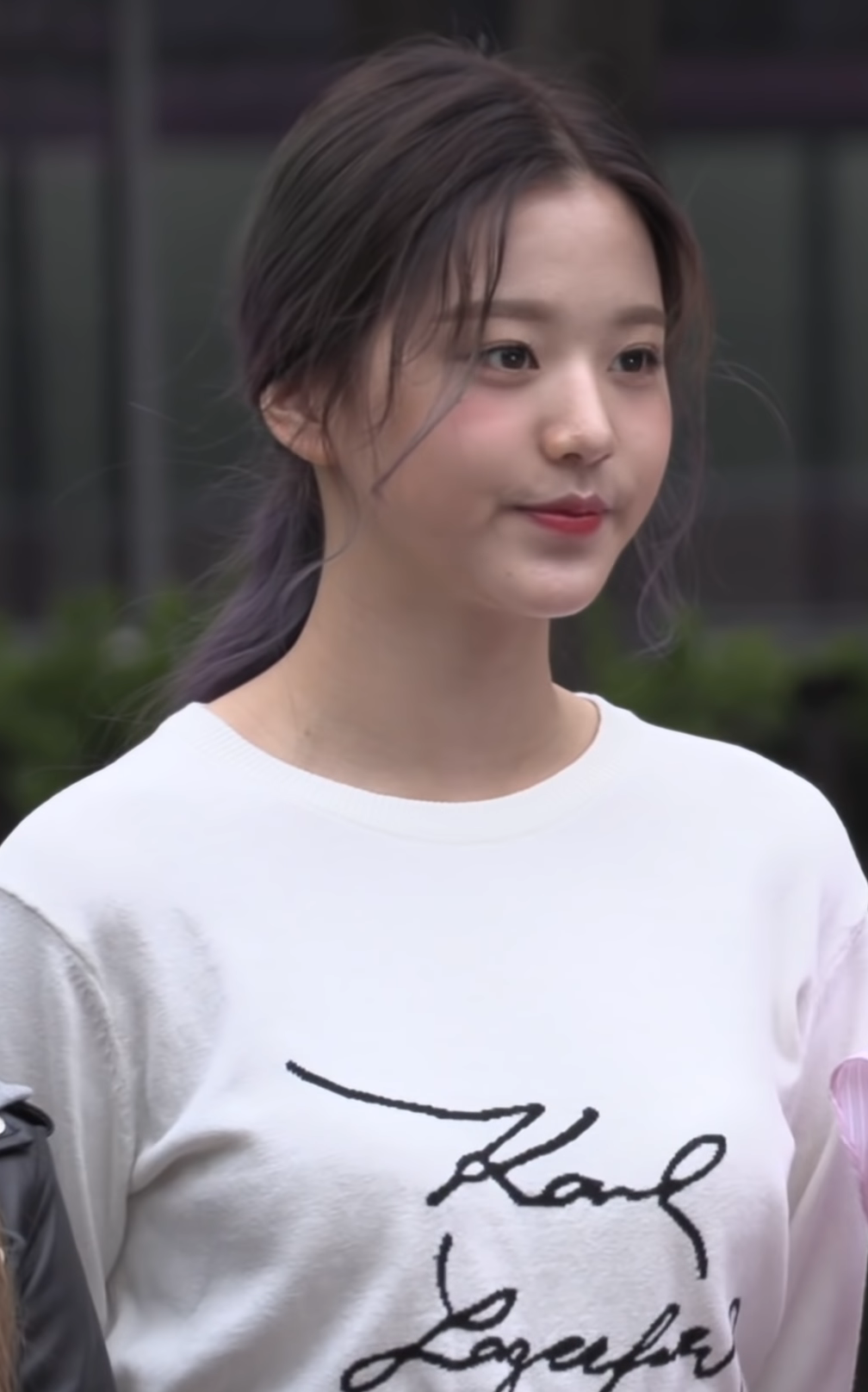
2019年4月19日在音樂銀行

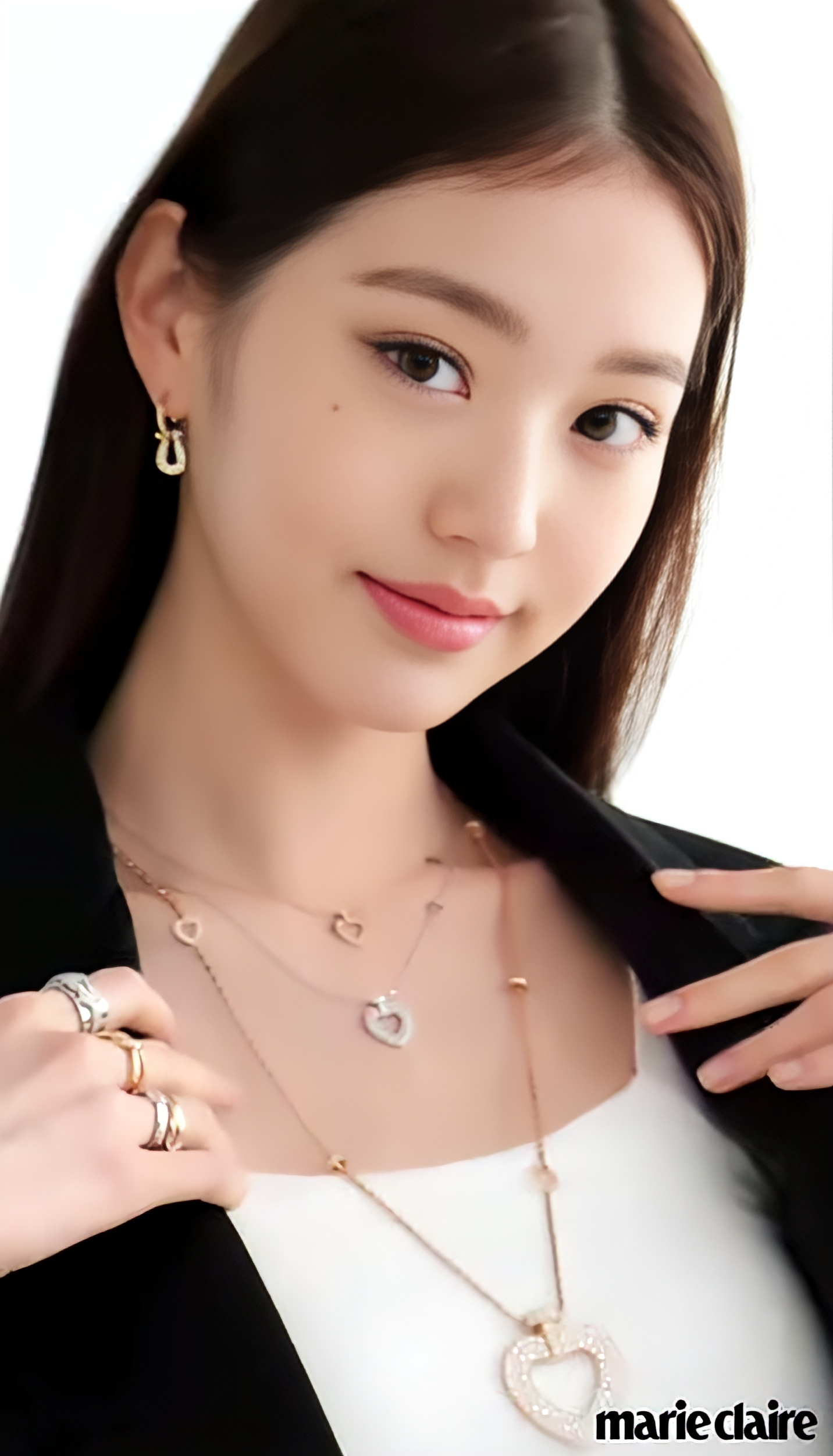
2022年參與《Marie Claire》9月刊的畫報

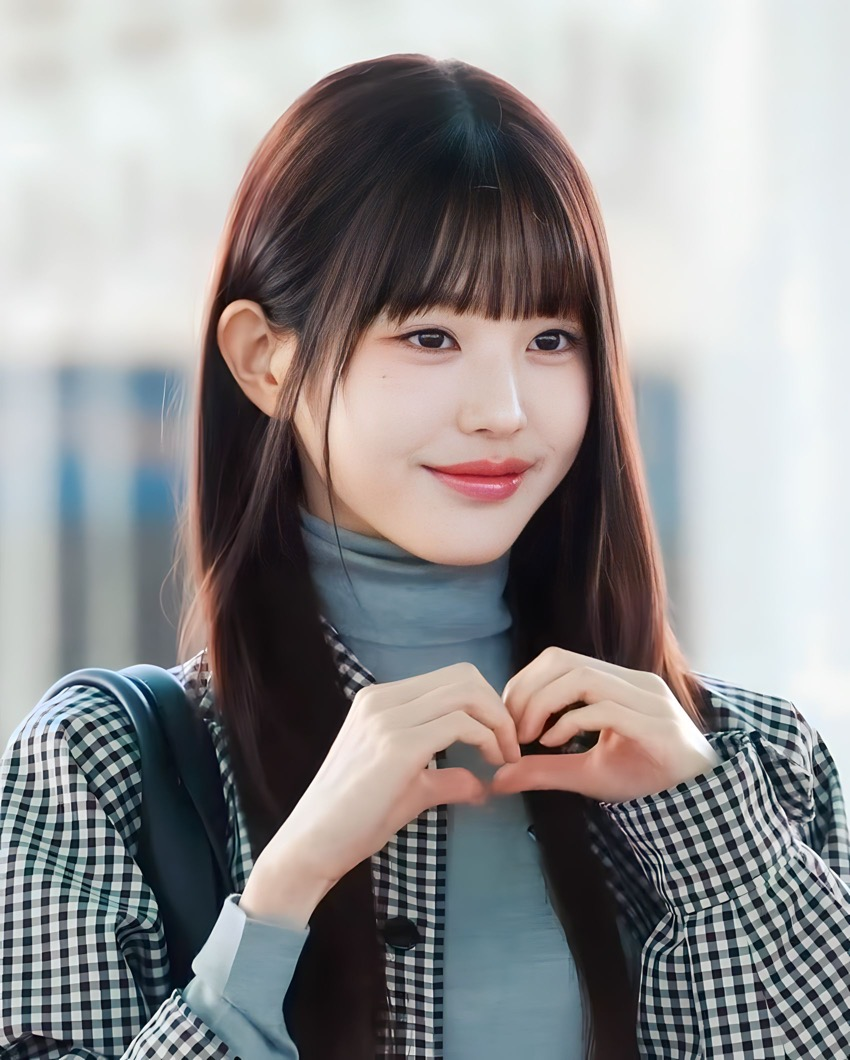
2023年10月於仁川機場

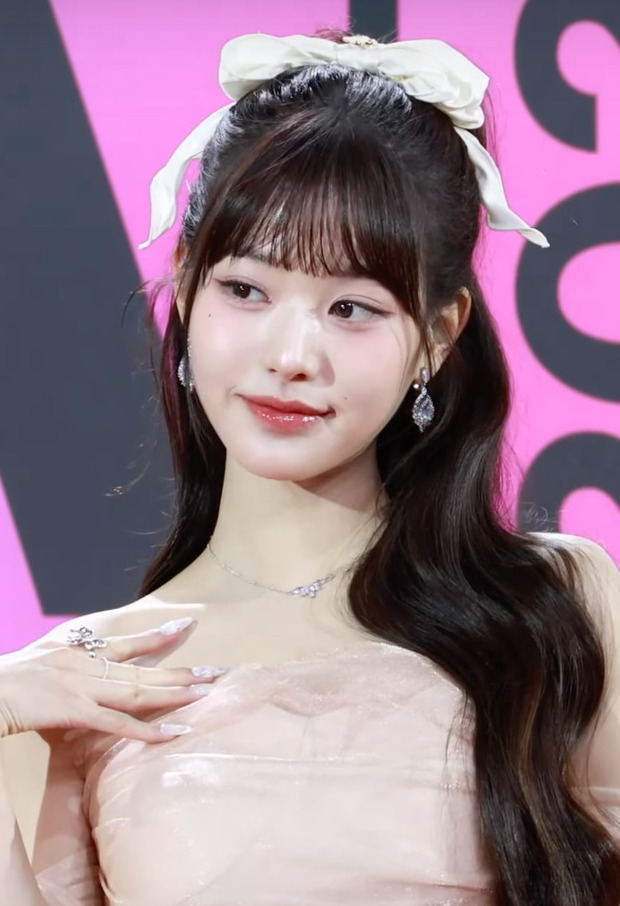
2023年12月參加Melon Music Awards (MMA)

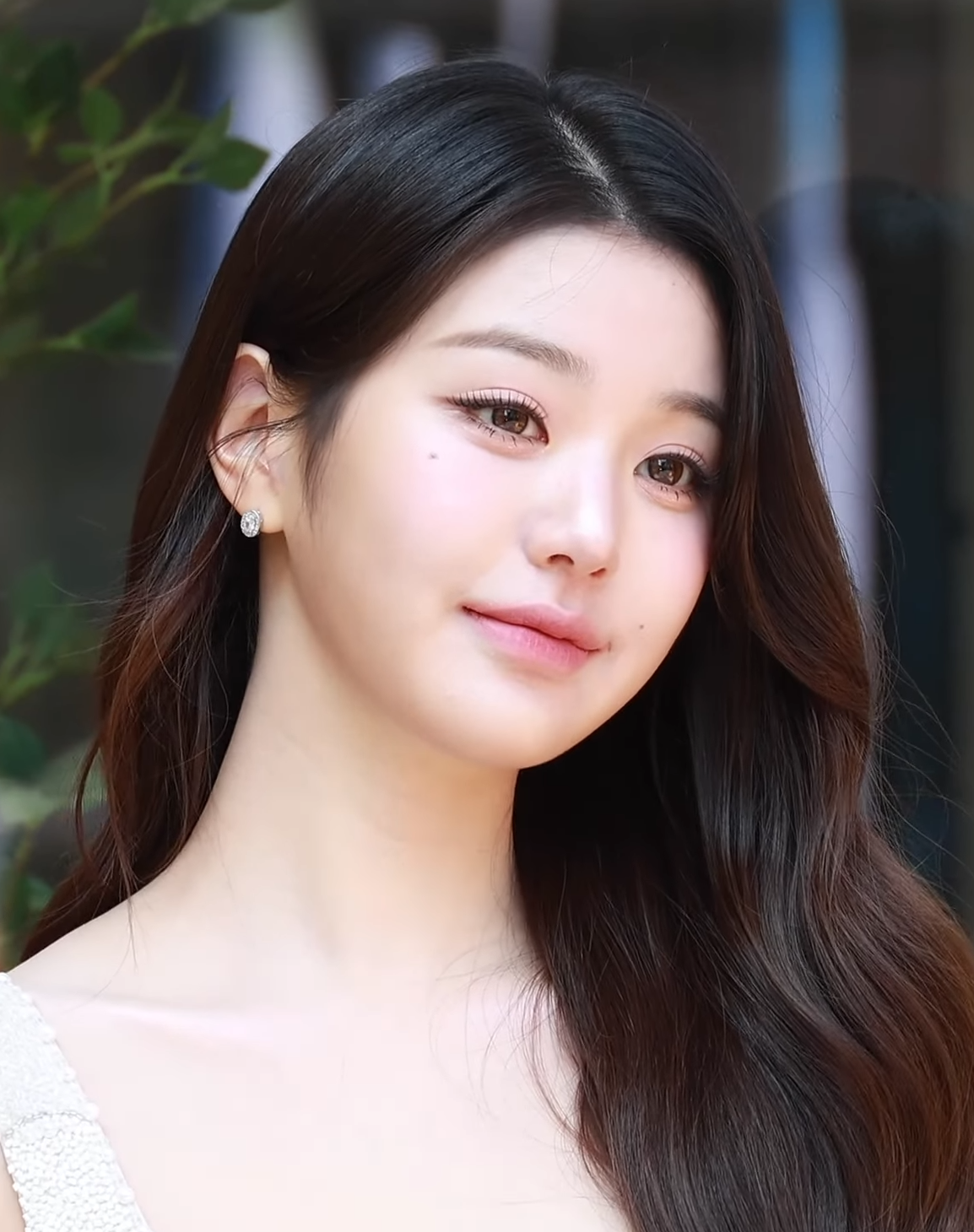
攝於2025年4月16日

2018年6月15日，以13歲之齡參加Mnet選秀節目《PRODUCE 48》，8月31日，最終票選第一名，以限定期間團體IZ*ONE的中心出道。
2019年4月13日，因參加第一次初中畢業評核考試而缺席《音樂中心》，經家長和原經紀公司STARSHIP娛樂同意，以在家自學形式完成餘下的初中課程。
2021年5月24日，開設官方Instagram個人帳號，名為「for_everyoung10」。
2021年10月，开始担任《音乐银行》的主持。
2021年11月4日，STARSHIP娛樂公佈為旗下新女團IVE的第三名成員。
2021年12月1日，作为IVE的成员出道。
2022年9月，作为品牌Miu Miu和斐登（Fred Joaillier）大使的身份出席了2022年巴黎时装周。
2023年2月9日，從首爾公演藝術高等學校畢業。
2024年12月27日，第9届亚洲明星盛典（AAA 2024）正式举行。由IVE张员瑛以及ZB1成韩彬担任颁奖典礼MC。员瑛从2021年开始连续4年担任该颁奖典礼MC。
2025年2月14日，张员瑛被友利银行选为新任广告代言人。3月，张员瑛被选为越南的F&B品牌「MALTO」的代言人。

## 音樂作品
— 所屬團體之作品請參閱PRODUCE 48、IZ*ONE和IVE音樂作品
— 韓國音樂著作權協會登記編號為10023242 （页面存档备份，存于）

### 创作歌曲
| 發行日期 | 歌曲名稱          | 收錄專輯          | 作詞 | 作曲 | 歌曲編號     |
| 2020     | 2020              | 2020              | 2020 | 2020 | 2020         |
| -------- | ----------------- | ----------------- | ---- | ---- | ------------ |
| 2月17日  | 〈DREAMLIKE〉     | 《BLOOM*IZ》      |      |      | 100002751711 |
| 6月15日  | 〈With*One〉      | 《Oneiric Diary》 |      |      | 100002868590 |
| 2023     |                   |                   |      |      |              |
| 4月10日  | 〈Mine〉          | 《I've IVE》      |      |      | 100004960180 |
| 4月10日  | 〈Shine With Me〉 | 《I've IVE》      |      |      | 100004971508 |
| 10月13日 | 〈OTT〉           | 《I'VE MINE》     |      |      |              |
| 2024     |                   |                   |      |      |              |
| 4月29日  | 〈Blue Heart 〉   | 《IVE SWITCH》    |      |      |              |

## 影視作品
— 所屬團體之作品請參閱IZ*ONE媒體作品列表和IVE媒體作品列表

### 綜藝節目
| 年份   | 日期              | 電視台 | 節目名稱   | 集數 | 備註  |
| ------ | ----------------- | ------ | ---------- | ---- | ----- |
| 2018年 | 6月15日 - 8月31日 | Mnet   | PRODUCE 48 | 全集 | 第1名 |

### 音樂錄影帶
| 發佈日期     | 歌手 | 歌曲                                   |
| ------------ | ---- | -------------------------------------- |
| 2018年4月5日 | YDPP | LOVE IT LIVE IT （页面存档备份，存于） |

## 主持作品

### 音樂節目
| 播放日期                     | 電視台 | 節目名稱     | 合作藝人 | 備註     |
| 2021年10月8日－2022年9月2日  | KBS2   | 《音樂銀行》 | 朴成訓   | 固定主持 |
| 2022年9月16日                | KBS2   | 《音樂銀行》 | 李柱延   | 固定主持 |
| 2022年9月23日                | KBS2   | 《音樂銀行》 | 李泳知   | 固定主持 |
| 2022年9月30日－2023年1月13日 | KBS2   | 《音樂銀行》 | 李彩玟   | 固定主持 |

### 大型表演活動
| 播放日期       | 節目名稱               | 合作藝人             | 備註          |
| -------------- | ---------------------- | -------------------- | ------------- |
| 2021年12月2日  | 《第六屆亞洲明星盛典》 | 利特                 |               |
| 2021年12月17日 | 《2021KBS歌謠盛典》    | Arin、崔秀彬、朴成訓 |               |
| 2022年12月13日 | 《第七屆亞洲明星盛典》 | 利特                 |               |
| 2022年12月16日 | 《2022KBS歌謠盛典》    | 羅人友、金信英       |               |
| 2023年8月18日  | 《2023Kcon LA 》       |                      |               |
| 2023年12月14日 | 《第八屆亞洲明星盛典》 | 姜丹尼爾、成韓彬     | [ 27 ] [ 28 ] |
| 2023年12月15日 | 《2023KBS歌謠盛典》    | 金錫佑               |               |

## 獎項與榮譽
| 頒獎典禮         | 年份 | 獎項                 | 提名     | 結果 | 參考   |
| ---------------- | ---- | -------------------- | -------- | ---- | ------ |
| 亞洲明星盛典     | 2023 | 亞洲藝人獎           | 張員瑛   | 獲獎 | [ 29 ] |
| KBS演藝大獎      | 2021 | 最佳情侶獎(與朴成訓) | 音乐银行 | 獲獎 | [ 30 ] |
| KBS演藝大獎      | 2021 | 表演類/綜藝類新人獎  | 音乐银行 | 提名 | [ 31 ] |
| 韓國青年希望大獎 | 2022 | 演藝部門             | 張員瑛   | 獲獎 | [ 32 ] |

## 軼事
張員瑛原先於PRODUCE 48官網上個人資料的英文譯名，亦是威妥瑪拼音翻譯“CHANG YUAN YING”，引起廣泛討論後，官網將英文譯名改用韓文羅馬拼音的“Jang Won Young”。而官方未對此事說明或回應，在官網上的資料標示為大韓民國國籍。

## 外部連結
- 張員瑛的Instagram帳戶

 维基共享资源上的相關多媒體資源：張員瑛